# (665) Сабина
(665) Сабина (нем. Sabine) — астероид главного пояса, который был открыт 22 июля 1908 года немецким астрономом Карлом Вильгельмом Лоренцем в Гейдельбергской обсерватории и назван французским женским именем Сабина.
Фотометрические наблюдения, проведённые в 2006 году в обсерватории города Терре-Хот, позволили получить кривые блеска этого тела, из которых следовало, что период вращения астероида вокруг своей оси равняется 4,294 ± 0,001  часам, с изменением блеска по мере вращения 0,50 ± 0,04 m.
Тиссеранов параметр относительно Юпитера — 3,137.